# Lista de subdivisões de Bangladesh por IDH
Esta página contém a Lista de subdivisões do Bangladesh por IDH com valores publicados pelo PNUD.

Mapa do IDH de Bangladesh
0.601 a 0.650
0.551 a 0.600
0.501 a 0.550
0.501 a 0.550

## Lista
| Posição                      | Regiões                                      | IDH (2018)                   | Países comparáveis (2018)        |
| Médio desenvolvimento humano | Médio desenvolvimento humano                 | Médio desenvolvimento humano | Médio desenvolvimento humano     |
| ---------------------------- | -------------------------------------------- | ---------------------------- | -------------------------------- |
| 1                            | Dhaka                                        | 0.695                        | Vietname                         |
| 2                            | Barisal, Jhalokati, Pirojpur                 | 0.672                        | Quirguistão, Guiana              |
| 3                            | Gopalganj, Madaripur, Munshiganj, Shariatpur | 0.649                        | Cabo Verde, Guatemala, Nicarágua |
| 4                            | Chittagong                                   | 0.648                        | Índia                            |
| 5                            | Jessore, Magura, Narail                      | 0.622                        | Honduras, Kiribati               |
| 6                            | Bagerhat, Khulna, Satkhira                   | 0.620                        | Honduras, Kiribati, Butão        |
| 7                            | Brahmanbaria, Chandpur, Comilla              | 0.614                        | Estados Federados da Micronésia  |
| 7                            | Dinajpur, Nilphamari, Panchagarh, Thakurgaon | 0.614                        | Estados Federados da Micronésia  |
| –                            | Bangladesh                                   | 0.613                        | Estados Federados da Micronésia  |
| 9                            | Chuadanga, Jhenaidah, Kushtia, Meherpur      | 0.610                        | São Tomé e Príncipe              |
| 10                           | Natore, Pabna, Sirajganj                     | 0.606                        | República do Congo, Essuatíni    |
| 11                           | Faridpur, Manikganj, Rajbari                 | 0.596                        | Gana                             |
| 11                           | Feni, Lakshmipur, Noakhali                   | 0.596                        | Gana                             |
| 11                           | Maulvibazar, Sylhet                          | 0.596                        | Gana                             |
| 14                           | Khagrachhari, Rangamati Hill                 | 0.593                        | Zâmbia                           |
| 15                           | Kurigram, Lalmonirhat, Rangpur               | 0.591                        | Zâmbia                           |
| 16                           | Barguna, Bhola, Patuakhali                   | 0.586                        | Guiné Equatorial, Myanmar        |
| 17                           | Naogaon, Chapai Nawabganj, Rajshahi          | 0.578                        | Quênia, Nepal                    |
| 18                           | Jamalpur, Sherpur, Tangail                   | 0.574                        | Angola                           |
| 19                           | Kishoreganj, Mymensingh, Netrakona           | 0.562                        | Camarões, Zimbabwe               |
| Baixo desenvolvimento humano |                                              |                              |                                  |
| 20                           | Bandarban, Cox's Bazar                       | 0.538                        | Ilhas Salomão                    |
| 21                           | Habiganj, Sunamganj                          | 0.535                        | Ruanda, Nigéria                  |